# Хрустальово
Хрустальо́во (рос. Хрусталёво, башк. Хрустали) — присілок у складі Альшеєвського району Башкортостану, Росія. Входить до складу Трунтаїшевської сільської ради.
Населення — 62 особи (2010; 112 в 2002).
Національний склад:
- татари — 54 %